# 紫光展锐
紫光展锐（上海）科技股份有限公司，简称紫光展锐，是一家中国的積體電路晶片设计公司，总部位于上海市张江高科。2018年由紫光集团旗下的展讯通信、锐迪科微电子合并而成，在全球拥有超过5000名员工。